# Свети Бор
Свети Бор се налази у Каменој Гори, на југозападу Србије, близу границе између Србије и Црне Горе.
Познат је и као Стари бор, а сматра се да опстаје дуже од 500 година. Висок је 13 метара са пречником крошње од 18 метара, обима стабла готово 5,5 м.
Дуго времена, а посебно за време отоманске окупације, својевремено услед недостатка цркве у близини, под њим су се окупљали мештани, причешћивали и обављали богослужења.
Под заштитом је државе као споменик природе I категорије

## Галерија
- Свети бор
- Свети бор
- Црква Света Огњена Марија